# نشست ۲۰۱۰ تغییرات اقلیمی سازمان ملل متحد
نشست ۲۰۱۰ تغییرات آب‌وهوایی سازمان ملل متحد همایشی بود که از تاریخ ۲۹ نوامبر تا ۱۰ دسامبر ۲۰۱۰ (۸ تا ۱۹ آذر ۱۳۸۸) با حضور نمایندگان ۱۹۳ کشور جهان در شهر کانکون مکزیک برگزار شد و هدف اصلی آن رسیدن به توافق‌هایی برای مبارزه با گرمایش زمین بود.
نام رسمی این همایش، «شانزدهمین جلسه کنفرانس طرف‌های کنوانسیون چارچوب ملل متحد در زمینه تغییرات آب‌وهوایی» یا به طور کوتاه شانزدهمین نشست «کا‍پ ۱۶ (COP 16)» در ارتباط با (UNFCCC) است.
کشورهای شرکت‌کننده در این نشست برای ایجاد صندوقی ۱۰۰ میلیارد دلاری به نام «صندوق اقلیم سبز» به منظور کمک به کشورهای در حال توسعه در مبارزه با گرمایش زمین به توافق رسیدند. اداره این صندوق سبز بر عهده شورایی متشکل از ۲۴ کشور خواهد بود.
توافق‌های این نشست با مخالفت نمایندگان کشور بولیوی روبه‌رو شد که بر این باور بودند که قرارهای گذاشته شده در کانکون از شدت لازم برخوردار نیستند اما این مخالفت تاثیری در اجماع نشست نگذاشت.
بر پایه توافق‌های این نشست، ۳۷ کشور ثروتمند صنعتی قرار است تا سال ۲۰۲۰ انتشار گازهای گلخانه‌ای خود را به میزان ۲۵ تا ۴۰ درصد نسبت به سال ۱۹۹۰ کاهش دهند و این نخستین باری است که تعهداتی که کشورها با امضای توافقات این نشست می‌کنند برای آن‌ها از نظر قانونی الزام‌آور خواهد بود.